# Elvis: A Legendary Performer Volume 2
Elvis: A Legendary Performer Volume 2 – album kompilacyjny (składankowy) (ang. Greatest Hits) Elvisa Presleya wydany 8 stycznia 1976 przez RCA Records w 41. urodziny piosenkarza. Płyta zabiera największe przeboje Elvisa z poprzednich lat. Jest kontynuacją Elvis: A Legendary Performer Volume 1.

## Lista utworów
| 1.  | Harbor Lights (Sun Studios, Memphis, 5 VII 1954)                                            | 2:35  |
|     |                                                                                             |       |
| 2.  | Interview With Elvis – Jay Thompson (Wichita Falls, Texas, 10 IV 1956)                      | 3:34  |
|     |                                                                                             |       |
| 3.  | I Want You, I Need You, I Love You (Alternate Take 14) (RCA Studios, Nashville, 14 IV 1956) | 2:40  |
|     |                                                                                             |       |
| 4.  | Blue Suede Shoes (Live)                                                                     | 1:37  |
|     |                                                                                             |       |
| 5.  | Blue Christmas                                                                              | 2:30  |
|     |                                                                                             |       |
| 6.  | Jailhouse Rock                                                                              | 2:25  |
|     |                                                                                             |       |
| 7.  | It’s Now or Never                                                                           | 3:12  |
|     |                                                                                             |       |
| 8.  | Cane And A High Starched Collar (20th Century Fox Studios, Hollywood, 8 VIII 1960)          | 2:40  |
|     |                                                                                             |       |
| 9.  | Presentation Of Awards To Elvis (Pearl Harbor, Hawaii, 25 III 1961)                         | 1:24  |
|     |                                                                                             |       |
| 10. | Blue Hawaii (Honolulu International Centre, Honolulu, Hawaii, 14 I 1973)                    | 2:29  |
|     |                                                                                             |       |
| 11. | Such A Night                                                                                | 3:36  |
|     |                                                                                             |       |
| 12. | Baby What You Want Me To Do (NBC-TV Special)                                                | 1:44  |
|     |                                                                                             |       |
| 13. | How Great Thou Art                                                                          | 2:58  |
|     |                                                                                             |       |
| 14. | If I Can Dream (NBC-TV Special)                                                             | 3:14  |
|     |                                                                                             |       |
|     |                                                                                             | 36:38 |
|     |                                                                                             |       |